# Cienfuegos (provincie)
Cienfuegos je jedna z provincií Kuby. Její hlavním městem je Cienfuegos. Provincie má plochu 4 188,61 km² a přibližně 405 000 obyvatel. Nachází se na jižním pobřeží ostrova okolo zátoky Bahía de Cienfuegos. Sousedí s provinciemi Villa Clara, Matanzas a Sancti Spíritus.
Provincie se skládá z 8 municipalit:
- Abreus
- Aguada de Pasajeros
- Cienfuegos
- Cruces
- Cumanayagua
- Lajas
- Palmira
- Rodas